# Changes (альбом The Monkees)
Changes — девятый студийный альбом американской поп-рок-группы The Monkees, записанный Дэви Джонсом и Микки Доленцом вдвоём после того, как квартет покинули Питер Торк и Майкл Несмит. Это последний альбом, выпущенный группой в рамках контракта с Colgems Records, а также последний альбом коллектива, выпущенный перед его первым распадом.
В 1986 году переиздание альбома заняло в чарте Billboard Top Pop Albums 152 строчку.

## Список композиций
| №  | Название                 | Вокал        | Длительность |
| -- | ------------------------ | ------------ | ------------ |
| 1. | «Oh My My»               | Микки Доленц | 3:02         |
| 2. | «Ticket on a Ferry Ride» | Микки Доленц | 3:30         |
| 3. | «You're So Good to Me»   | Дэви Джонс   | 2:34         |
| 4. | «It's Got to Be Love»    | Микки Доленц | 2:25         |
| 5. | «Acapulco Sun»           | Микки Доленц | 2:54         |
| 6. | «99 Pounds»              | Дэви Джонс   | 2:29         |

| №   | Название                      | Вокал        | Длительность |
| --- | ----------------------------- | ------------ | ------------ |
| 7.  | «Tell Me Love»                | Микки Доленц | 2:38         |
| 8.  | «Do You Feel It Too?»         | Дэви Джонс   | 2:37         |
| 9.  | «I Love You Better»           | Микки Доленц | 2:28         |
| 10. | «All Alone in the Dark»       | Микки Доленц | 2:52         |
| 11. | «Midnight Train»              | Микки Доленц | 2:07         |
| 12. | «I Never Thought It Peculiar» | Дэви Джонс   | 2:29         |